# Baños de Ebro
Baños de Ebro (in castigliano) o Mañueta (in basco) è un comune spagnolo situato nella comunità autonoma dei Paesi Baschi.